# Åkarp
Åkarp – miejscowość (tätort) w południowej Szwecji, w regionie administracyjnym (län) Skania (gmina Burlöv).
Miejscowość położona jest w południowo-zachodniej części prowincji historycznej (landskap) Skania, około 10 km od centrum Malmö w kierunku Lund przy linii kolejowej Södra stambanan (Malmö – Katrineholm). Na południe od Åkarp znajduje się węzeł drogowy Kronetorp (Trafikplats Kronetorp), gdzie droga E22 łączy się z trasą E6/E20.
W Åkarp urodził się kompozytor szwedzki Lars-Erik Larsson.
W 2010 Åkarp liczył 5617 mieszkańców.